# Relais 4 × 100 mètres masculin aux Jeux olympiques d'été de 1960 (athlétisme)
Navigation
Melbourne 1956 Tokyo 1964
L'épreuve du relais 4 × 100 mètres masculin aux Jeux olympiques de 1960 s'est déroulée les 7 et  8 septembre 1960 au Stade olympique de Rome, en Italie. Elle est remportée par l'Équipe unifiée d'Allemagne (Bernd Cullmann, Armin Hary, Walter Mahlendorf et Martin Lauer) qui égale en finale en 39 s 5 le record du monde qu'elle avait déjà réalisée la veille lors des séries.

## Résultats

### Finale
| Rang               | Athlètes                                                            | Pays                       | Temps     | Notes |
| ------------------ | ------------------------------------------------------------------- | -------------------------- | --------- | ----- |
| Médaille d'or      | Bernd Cullmann Armin Hary Walter Mahlendorf Martin Lauer            | Équipe unifiée d’Allemagne | 39 s 66   | WR    |
| Médaille d'argent  | Gusman Kosanov Leonid Bartenyev Yuriy Konovalov Edvin Ozolin        | Union soviétique           | 40 s 24   |       |
| Médaille de bronze | Peter Radford David Jones David Segal Nick Whitehead                | Grande-Bretagne            | 40 s 32   |       |
| 4                  | Armando Sardi Pier Giorgio Cazzola Salvatore Giannone Livio Berruti | Italie                     | 40 s 33   |       |
| 5                  | Clive Bonas Lloyd Murad Emilio Romero Rafael Romero                 | Venezuela                  | 40 s 83   |       |
| -                  | Frank Budd Ray Norton Stone Johnson David Sime                      | États-Unis                 | [39 s 60] | DQ    |